# Острожное
Острожное — село в Дзержинском районе Калужской области России. Входит в состав сельского поселения «Угорского».

## География
Через село протекает река Грязненка, на ней устроен пруд.

## Население
| 2002 | 2010 |
| ---- | ---- |
| 596  | ↗597 |

## История
В 1724 году Иван Тимофеевич Баташев заключил контракт с генерал-майором Г. П. Чернышевым на аренду деревни Осторожной, мельницы и леса. 7 марта 1727 года Баташев обратился в Берг-коллегию с просьбой разрешить ему построить завод в Медынском уезде в деревне Острожной на реке Грязненке.
Медынский молотовой завод был построен в 1728 году.
В 1734 году тяжело больной Баташев составил завещание, по которому завод перешел его старшему сыну Александру.
К 1739 году Медынский завод из-за нерадивого отношения и пьянства пришел в упадок. Александр Баташев умер в феврале 1740 года, оставив завод опустошенным и ветхим. Его наследницы не имели средств продолжить эксплуатацию предприятия и в июле 1740 года продали его брату Александра — Родиону Ивановичу Баташеву.
По данным на 1782 год деревня Острожная на правой стороне речки Грязнёнки, на которой при этой деревне был пруд, находилась во владении графини Екатерины Андреевны Чернышовой.
По данным на 1859 год во владельческой деревне Острожная, стоящей на просёлочной дороге по левую сторону реки Угры, насчитывалось 28 дворов и 239 жителей.
К 1914 году население деревни, вошедшей в Галкинскую волость, достигло 438 человек, была открыта земская школа.